# ГЕС Томпсон-Фоллс
Томпсон-Фоллс — гідроелектростанція у штаті Монтана (Сполучені Штати Америки). Знаходячись між ГЕС Керр (вище по течії) та ГЕС Ноксон-Рапідс, входить до складу каскаду в сточищі річки Панд-Орей, лівої притоки Колумбії (має устя на узбережжі Тихого океану на межі штатів Вашингтон та Орегон).
У межах проекту річку Кларк-Форк (верхня течія Панд-Орей до озера Панд-Орей) перекрили бетонною арково-гравітаційною греблею висотою 10 метрів та довжиною 278 метрів. Праворуч від неї сухе русло заблокували ще однією бетонною арково-гравітаційною спорудою висотою 12 метрів та довжиною 125 метрів. Разом вони утримують витягнуте по долині Кларк-Форк на 19,3 км водосховище з площею поверхні 5,8 км2 та корисним об'ємом 18,5 млн м3, в якому припустиме коливання рівня у операційному режимі між позначками 725 та 730 метрів НРМ.
Праворуч від греблі на сухому руслі (та у 0,8 км нижче по течії від головної греблі) знаходяться два машинні зали, подача ресурсу до яких потребувала прокладання коротких каналів довжиною 91 та 137 метрів. Введений в експлуатацію у 1915 році перший зал обладнаний шістьома турбінами типу Френсіс загальною потужністю 40 МВт, які використовують напір у 16,5 метра. Споруджений у 1995-му другий зал має одну турбіну типу Каплан потужністю 52,6 МВт, розраховану на використання напору від 12 до 20 метрів (номінальний напір 16,6 метра).
Видача продукції відбувається по ЛЕП, розрахованій на роботу під напругою 115 кВ.